# Saint-Jean-de-Sixt
Saint-Jean-de-Sixt is een gemeente in het Franse departement Haute-Savoie (regio Auvergne-Rhône-Alpes) en telt 1212 inwoners (2005). De plaats maakt deel uit van het arrondissement Annecy.

## Geografie
Saint-Jean-de-Sixt ligt in het hart van het Bornes-Aravismassief met in het zuidoosten de Aravisketen en in het noordwesten het Bornesmassief. Het dorp zelf ligt op een zadel met een hoogte van 959 meter tussen de valleien van de Borne in het noorden en de Nom, een zijrivier van de Fier in het zuiden. De D909 verbindt via Saint-Jean-de-Sixt Annecy met de Col des Aravis. Bij Saint-Jean-de-Sixt splitst de D4 af richting Le Grand-Bornand.
De oppervlakte van Saint-Jean-de-Sixt bedraagt 12,2 km², de bevolkingsdichtheid is 99,3 inwoners per km².
De onderstaande kaart toont de ligging van Saint-Jean-de-Sixt met de belangrijkste infrastructuur en aangrenzende gemeenten.

## Demografie
Onderstaande figuur toont het verloop van het inwonertal (bron: INSEE-tellingen).

## Geboren
- Peter Faber (1506-1546), jezuïet en theoloog